# 12618 Целларіус
12618 Целларіус (12618 Cellarius) — астероїд головного поясу, відкритий 24 вересня 1960 року.
Тіссеранів параметр щодо Юпітера — 3,147.
Названа на честь математика та картографа Андреаса Целларіуса.